# Färgväpplingssläktet
Färgväpplingssläktet (Baptisia) är ett växtsläkte i familjen ärtväxter med cirka 50 arter som har sina naturliga utbredningsområden i östra och centrala USA. Några odlas som trädgårdsväxter i Sverige.